# قائمة قرارات مجلس الأمن التابع للأمم المتحدة لعام 1992
تتضمن قائمة قرارات مجلس الأمن التابع للأمم المتحدة لعام 1992 جميع القرارات الصادرة عن مجلس الأمن التابع للأمم المتحدة خلال العام 1992.

## القائمة
| رقم القرار | الرمز           | نص القرار                         | موضوع القرار                                       |
| ---------- | --------------- | --------------------------------- | -------------------------------------------------- |
| 726        | S/RES/799(1992) | نص الوثيقة على موقع الأمم المتحدة | الحالة في الأراضي العربية المحتلة                  |
| 727        | S/RES/798(1992) | نص الوثيقة على موقع الأمم المتحدة | الحالة في البوسنة والهرسك                          |
| 728        | S/RES/797(1992) | نص الوثيقة على موقع الأمم المتحدة | الحالة في طاجيكستان                                |
| 729        | S/RES/796(1992) | نص الوثيقة على موقع الأمم المتحدة | الحالة في قبرص                                     |
| 730        | S/RES/795(1992) | نص الوثيقة على موقع الأمم المتحدة | الحالة في جمهورية مقدونيا اليوغوسلافية السابقة     |
| 731        | S/RES/794(1992) | نص الوثيقة على موقع الأمم المتحدة | الحالة في الصومال                                  |
| 732        | S/RES/793(1992) | نص الوثيقة على موقع الأمم المتحدة | الحالة في أنغول                                    |
| 733        | S/RES/792(1992) | نص الوثيقة على موقع الأمم المتحدة | الحالة كمبودي                                      |
| 734        | S/RES/791(1992) | نص الوثيقة على موقع الأمم المتحدة | الحالة في السلفادور                                |
| 735        | S/RES/790(1992) | نص الوثيقة على موقع الأمم المتحدة | الحالة في الشرق الأوسط                             |
| 736        | S/RES/789(1992) | نص الوثيقة على موقع الأمم المتحدة | الحالة في قبرص                                     |
| 737        | S/RES/788(1992) | نص الوثيقة على موقع الأمم المتحدة | الحالة في ليبري                                    |
| 738        | S/RES/787(1992) | نص الوثيقة على موقع الأمم المتحدة | الحالة في البوسنة والهرسك                          |
| 739        | S/RES/786(1992) | نص الوثيقة على موقع الأمم المتحدة | الحالة في البوسنة والهرسك                          |
| 740        | S/RES/785(1992) | نص الوثيقة على موقع الأمم المتحدة | الحالة في أنغول                                    |
| 741        | S/RES/784(1992) | نص الوثيقة على موقع الأمم المتحدة | الحالة في السلفادور                                |
| 742        | S/RES/783(1992) | نص الوثيقة على موقع الأمم المتحدة | الحالة في كمبودي                                   |
| 743        | S/RES/782(1992) | نص الوثيقة على موقع الأمم المتحدة | الحالة في الموزامبيق                               |
| 744        | S/RES/781(1992) | نص الوثيقة على موقع الأمم المتحدة | الحالة في البوسنة والهرسك                          |
| 745        | S/RES/780(1992) | نص الوثيقة على موقع الأمم المتحدة | الحالة في جمهورية يوغوسلافيا السابقة               |
| 746        | S/RES/779(1992) | نص الوثيقة على موقع الأمم المتحدة | الحالة في كرواتي                                   |
| 747        | S/RES/778(1992) | نص الوثيقة على موقع الأمم المتحدة | الحالة بين العراق والكويت                          |
| 748        | S/RES/777(1992) | نص الوثيقة على موقع الأمم المتحدة | الحالة في جمهورية يوغوسلافيا السابقة               |
| 749        | S/RES/776(1992) | نص الوثيقة على موقع الأمم المتحدة | الحالة في البوسنة والهرسك                          |
| 750        | S/RES/775(1992) | نص الوثيقة على موقع الأمم المتحدة | الحالة في الصومال                                  |
| 751        | S/RES/774(1992) | نص الوثيقة على موقع الأمم المتحدة | الحالة في قبرص                                     |
| 752        | S/RES/773(1992) | نص الوثيقة على موقع الأمم المتحدة | الحالة بين العراق والكويت                          |
| 753        | S/RES/772(1992) | نص الوثيقة على موقع الأمم المتحدة | مسألة جنوب أفريقي                                  |
| 754        | S/RES/771(1992) | نص الوثيقة على موقع الأمم المتحدة | الحالة في جمهورية يوغوسلافيا السابقة               |
| 755        | S/RES/770(1992) | نص الوثيقة على موقع الأمم المتحدة | الحالة في البوسنة والهرسك                          |
| 756        | S/RES/769(1992) | نص الوثيقة على موقع الأمم المتحدة | الحالة في جمهورية يوغوسلافيا السابقة               |
| 757        | S/RES/768(1992) | نص الوثيقة على موقع الأمم المتحدة | الحالة في الشرق الأوسط                             |
| 758        | S/RES/767(1992) | نص الوثيقة على موقع الأمم المتحدة | الحالة في الصومال                                  |
| 759        | S/RES/766(1992) | نص الوثيقة على موقع الأمم المتحدة | الحالة كمبودي                                      |
| 760        | S/RES/765(1992) | نص الوثيقة على موقع الأمم المتحدة | الحالة في الصومال                                  |
| 761        | S/RES/764(1992) | نص الوثيقة على موقع الأمم المتحدة | الحالة في البوسنة والهرسك                          |
| 762        | S/RES/763(1992) | نص الوثيقة على موقع الأمم المتحدة | قبول جمهورية جورجيا عضوا في الأمم المتحدة          |
| 763        | S/RES/762(1992) | نص الوثيقة على موقع الأمم المتحدة | الحالة في جمهورية يوغوسلافيا السابقة               |
| 764        | S/RES/761(1992) | نص الوثيقة على موقع الأمم المتحدة | الحالة في البوسنة والهرسك                          |
| 765        | S/RES/760(1992) | نص الوثيقة على موقع الأمم المتحدة | الحالة في جمهورية يوغوسلافيا السابقة               |
| 766        | S/RES/759(1992) | نص الوثيقة على موقع الأمم المتحدة | الحالة في قبرص                                     |
| 767        | S/RES/758(1992) | نص الوثيقة على موقع الأمم المتحدة | الحالة في البوسنة والهرسك                          |
| 768        | S/RES/757(1992) | نص الوثيقة على موقع الأمم المتحدة | الحالة في البوسنة والهرسك                          |
| 769        | S/RES/756(1992) | نص الوثيقة على موقع الأمم المتحدة | الحالة في الشرق الأوسط                             |
| 770        | S/RES/755(1992) | نص الوثيقة على موقع الأمم المتحدة | قبول جمهورية البوسنة والهرسك عضوا في الأمم المتحدة |
| 771        | S/RES/754(1992) | نص الوثيقة على موقع الأمم المتحدة | قبول جمهورية سلوفينيا عضوا في الأمم المتحدة        |
| 772        | S/RES/753(1992) | نص الوثيقة على موقع الأمم المتحدة | قبول جمهورية كرواتيا عضوا في الأمم المتحدة         |
| 773        | S/RES/752(1992) | نص الوثيقة على موقع الأمم المتحدة | الحالة في البوسنة والهرسك                          |
| 774        | S/RES/751(1992) | نص الوثيقة على موقع الأمم المتحدة | الحالة في الصومال                                  |
| 775        | S/RES/750(1992) | نص الوثيقة على موقع الأمم المتحدة | الحالة في قبرص                                     |
| 776        | S/RES/749(1992) | نص الوثيقة على موقع الأمم المتحدة | الحالة في جمهورية يوغوسلافيا السابقة               |
| 777        | S/RES/748(1992) | نص الوثيقة على موقع الأمم المتحدة | الحالة في الجماهيرية العربية الليبية               |
| 778        | S/RES/747(1992) | نص الوثيقة على موقع الأمم المتحدة | الحالة في أنغول                                    |
| 779        | S/RES/746(1992) | نص الوثيقة على موقع الأمم المتحدة | الحالة في الصومال                                  |
| 780        | S/RES/745(1992) | نص الوثيقة على موقع الأمم المتحدة | الحالة كمبودي                                      |
| 781        | S/RES/744(1992) | نص الوثيقة على موقع الأمم المتحدة | قبول جمهورية سان مارينو عضوا في الأمم المتحدة      |
| 782        | S/RES/743(1992) | نص الوثيقة على موقع الأمم المتحدة | الحالة في جمهورية يوغوسلافيا السابقة               |
| 783        | S/RES/742(1992) | نص الوثيقة على موقع الأمم المتحدة | قبول جمهورية أذربيجان عضوا في الأمم المتحدة        |
| 784        | S/RES/741(1992) | نص الوثيقة على موقع الأمم المتحدة | قبول جمهورية تركمنستان عضوا في الأمم المتحدة       |
| 785        | S/RES/740(1992) | نص الوثيقة على موقع الأمم المتحدة | الحالة في جمهورية يوغوسلافيا السابقة               |
| 786        | S/RES/739(1992) | نص الوثيقة على موقع الأمم المتحدة | قبول جمهورية مولدوفا عضوا في الأمم المتحدة         |
| 787        | S/RES/738(1992) | نص الوثيقة على موقع الأمم المتحدة | قبول جمهورية طاجيكستان عضوا في الأمم المتحدة       |
| 788        | S/RES/737(1992) | نص الوثيقة على موقع الأمم المتحدة | قبول جمهورية أوزبكستان عضوا في الأمم المتحدة       |
| 789        | S/RES/736(1992) | نص الوثيقة على موقع الأمم المتحدة | قبول جمهورية قيرغيزستان عضوا في الأمم المتحدة      |
| 790        | S/RES/735(1992) | نص الوثيقة على موقع الأمم المتحدة | قبول جمهورية أرمينيا عضوا في الأمم المتحدة         |
| 791        | S/RES/734(1992) | نص الوثيقة على موقع الأمم المتحدة | الحالة في الشرق الأوسط                             |
| 792        | S/RES/733(1992) | نص الوثيقة على موقع الأمم المتحدة | الحالة في الصومال                                  |
| 793        | S/RES/732(1992) | نص الوثيقة على موقع الأمم المتحدة | قبول جمهورية كازاخستان عضوا في الأمم المتحدة       |
| 794        | S/RES/731(1992) | نص الوثيقة على موقع الأمم المتحدة | تشاد والجماهيرية العربية الليبية بشأن الطرق        |
| 795        | S/RES/730(1992) | نص الوثيقة على موقع الأمم المتحدة | الحالة في أمريكا الوسطى                            |
| 796        | S/RES/729(1992) | نص الوثيقة على موقع الأمم المتحدة | الحالة في السلفادور                                |
| 797        | S/RES/728(1992) | نص الوثيقة على موقع الأمم المتحدة | الحالة في كمبوديا                                  |
| 798        | S/RES/727(1992) | نص الوثيقة على موقع الأمم المتحدة | الحالة في جمهورية يوغوسلافيا السابقة               |
| 799        | S/RES/726(1992) | نص الوثيقة على موقع الأمم المتحدة | الحالة في الأراضي العربية المحتلة                  |

## المرجع
1. ↑  "قرارات مجلس الأمن". الأمم المتحدة. مؤرشف من الأصل في 2018-06-21. اطلع عليه بتاريخ 22 شباط / فبراير 2017. {{استشهاد ويب}}: تحقق من التاريخ في: |تاريخ الوصول= (مساعدة)